# Selenops radiatus
Selenops radiatus és una espècie d'aranyes araneomorfes de la família dels selenòpids (Selenopidae). Fou descrit per primera vegada l'any 1819 per Latreille.
Aquesta espècie es troba al Mediterrani, a Àfrica i a Àsia (Índia, Myanmar, Xina). El mascle fa 16,5 mm i la femella 16,5 mm.

## Sinonímies
Segons el World Spider Catalog amb data de 7 de gener de 2019, es reconeixen les següents sinonímies:
- Selenops omalosoma Dufour, 1820
- Selenops aegyptiaca Audouin, 1826
- Selenops annulipes Walckenaer, 1837
- Selenops peregrinator Walckenaer, 1837
- Selenops alacer Blackwall, 1865
- Selenops sansibaricus Gerstäcker, 1873
- Selenops latreillei Simon, 1875
- Selenops aegyptica O. Pickard-Cambridge, 1876
- Selenops malabarensis Simon, 1880
- Selenops birmanicus Thorell, 1895
- Selenops diversus O. Pickard-Cambridge, 1898
- Selenops radiatus peryensis Lessert, 1936
- Selenops radiatus damaranus Lawrence, 1940
- Selenops strandi Caporiacco, 1941
- Selenops montanus Caporiacco, 1947 nec Lawrence, 1940
- Selenops roweri Caporiacco, 1949
- Selenops cordatus Zhu, Sha & Chen, 1990